# Frederick Jackson Turner
Frederick Jackson Turner (14. listopadu 1861, Portage – 14. března 1932, San Marino) byl americký historik, zakladatel tzv. historického progresivismu. Soustředil se na téma "hranice" v amerických dějinách, které rozpracoval zejména v knize The Frontier in American History.

## Život
Historii vystudoval na University of Wisconsin (dnes University of Wisconsin–Madison), absolvoval roku 1884. Titul Ph.D. získal roku 1890 na Johns Hopkins University. V letech 1890–1910 byl profesorem historie na Wisconsinské, a v letech 1910–1924 na Harvardově univerzitě. V roce 1911 byl zvolen členem American Academy of Arts and Sciences. Roku 1933 získal za knihu The Significance of Sections in American History Pulitzerovu cenu.

## Teorie hranice
Teorie hranice, kterou publikoval prvně roku 1893 (kniha The Frontier in American History vyšla ovšem až roku 1920), říká, že americká identita a mentalita je odvozena z průkopnického osidlování západu (posouvání hranice na západ), během nějž osadníci opouštěli ty evropské zvyklosti a hodnoty, které se ukazovaly neflexibilní a neužitečné, a formovali nové, praktičtější, svázané s aktuálními problémy, které museli řešit. K takovým základním americkým hodnotám a vlastnostem patří neformálnost, hrubost, rovnost a iniciativa. Potřeby expanze také daly vzejít novým formám náboženství (např. potulní charizmatičtí kazatelé). Teorie měla mimořádný vliv v americké kultuře, vyvolávala ale i kritiku, zvláště v 60. letech 20. století. Kritici upozorňovali, že Turner zcela pominul kategorie jako je třída, rasa či pohlaví. Kritikům také vadilo, že Turner novou pionýrskou americkou mentalitu hodnotil jako jednoznačně pozitivní, ba výlučnou, stejně jako neviděl negativa samotné expanze na západ, která měla i své oběti na straně původních obyvatel.